# ヘリベルト・ヴェーバー
ヘリベルト・ヴェーバー（Heribert Weber, 1955年6月28日 - ）はオーストリア出身の同国代表サッカー選手。ポジションはディフェンダー（DF）。
オーストリア・ブンデスリーガの戦後最多出場記録で2位となる577試合に出場、63得点を記録した攻撃的なリベロとして現在まで知られている。

## 来歴
18歳の頃にSKシュトゥルム・グラーツでプロデビューを果たし、23歳でSKラピード・ウィーンへ移籍。12年間同クラブでプレーした後、5年間同リーグのSVアウストリア・ザルツブルクでリベロとして活躍。オーストリア・ブンデスリーガ優勝6回、準優勝5回、オーストリア・カップ優勝4回、準優勝2回、オーストリア・スーパーカップ優勝3回、UEFAカップウィナーズカップ準優勝1回、UEFAカップ準優勝1回等輝かしい経歴を誇る。数多くのオファーがドイツやイタリアからあったものの、「自分にはオーストリア以外の水は合わない」と生涯現役をオーストリアで過ごす。
オーストリアA代表でも13年に渡ってプレー、1978年FIFAワールドカップ・アルゼンチン大会と、1982年FIFAワールドカップ・スペイン大会では全試合に出場。1978年の「コルドバの奇跡」を実現させたチームの一員である。
引退後は指導者としての道を歩み、オーストリアU18とU19代表、SVアウストリア・ザルツブルク、SKラピード・ウィーン、1.FCザールブリュッケン等で監督を歴任。1度のリーグ優勝を果たしている。
2003年には監督業からも引退をし、オーストリア国営放送（ORF）のコメンテーターとして活躍している。

## タイトル
- UEFAカップウィナーズカップ準優勝1回 (1985)
- UEFAカップ準優勝1回 (1994)
- オーストリア・ブンデスリーガ優勝6回 (1982,1983,1987,1988,1994,1995)
- オーストリア・カップ優勝4回 (1983,1984,1985,1987)
- オーストリア・スーパーカップ優勝3回 (1986,1987,1988)